# ولایت‌های ازبکستان

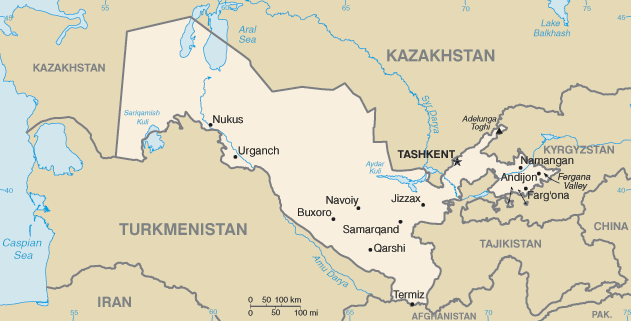
نقشه ازبکستان

کشور ازبکستان دارای ۱۲ ولایت (استان)، شهر تاشکند و یک جمهوری خودمختار است که عبارت اند از:
| # (map) | استان                         | مرکز            | مساحت km2 | جمعیت ()  | تراکم جمعیت |
| ------- | ----------------------------- | --------------- | --------- | --------- | ----------- |
| ۱       | شهر تاشکند                    | پایتخت          | ۳۳۴٫۸     | ۲٬۲۰۰٬۰۰۰ | ۶٬۵۷۱٫۱     |
| ۲       | ولایت اندیجان                 | اندیجان         | ۴٬۲۰۰     | ۱٬۸۹۹٬۵۰۰ | ۴۵۲٫۳       |
| ۳       | ولایت بخارا                   | بخارا           | ۳۹٬۴۰۰    | ۱٬۵۴۳٬۹۰۰ | ۳۹٫۲        |
| ۴       | ولایت فرغانه                  | فرغانه          | ۶٬۸۰۰     | ۲٬۵۹۷٬۵۰۰ | ۳۸۲         |
| ۵       | ولایت جیزک                    | جیزک            | ۲۰٬۵۰۰    | ۹۱۰٬۵۰۰   | ۴۴٫۴        |
| ۶       | ولایت نمنگان                  | نمنگان          | ۷٬۹۰۰     | ۲٬۰۶۵٬۰۰۰ | ۲۶۱٫۴       |
| ۷       | ولایت نوایی                   | نوایی، ازبکستان | ۱۱۰٬۸۰۰   | ۷۶۷٬۵۰۰   | ۶٫۹         |
| ۸       | ولایت قشقه‌دریا                | قرشی            | ۲۸٬۴۰۰    | ۲٬۰۶۷٬۰۰۰ | ۷۲٫۸        |
| ۹       | ولایت سمرقند                  | سمرقند          | ۱۶٬۴۰۰    | ۲٬۳۲۲٬۰۰۰ | ۱۴۱٫۶       |
| ۱۰      | ولایت سیردریا                 | گلستان          | ۵٬۱۰۰     | ۶۴۸٬۱۰۰   | ۱۲۷٫۱       |
| ۱۱      | ولایت سرخان‌دریا               | ترمذ            | ۲۰٬۱۰۰    | ۱٬۹۲۵٬۱۰۰ | ۹۵٫۸        |
| ۱۲      | ولایت تاشکند                  | تاشکند          | ۱۵٬۳۰۰    | ۴٬۴۵۰٬۰۰۰ | ۲۹۰٫۸       |
| ۱۳      | ولایت خوارزم                  | گرگانج          | ۶٬۳۰۰     | ۱٬۲۰۰٬۰۰۰ | ۱۹۰٫۵       |
| ۱۴      | جمهوری خودمختار قره‌قالپاقستان | نوکوس           | ۱۶۰،۰۰۰   | ۱٬۵۷۱٬۸۰۰ |             |